# Conrad Herwig

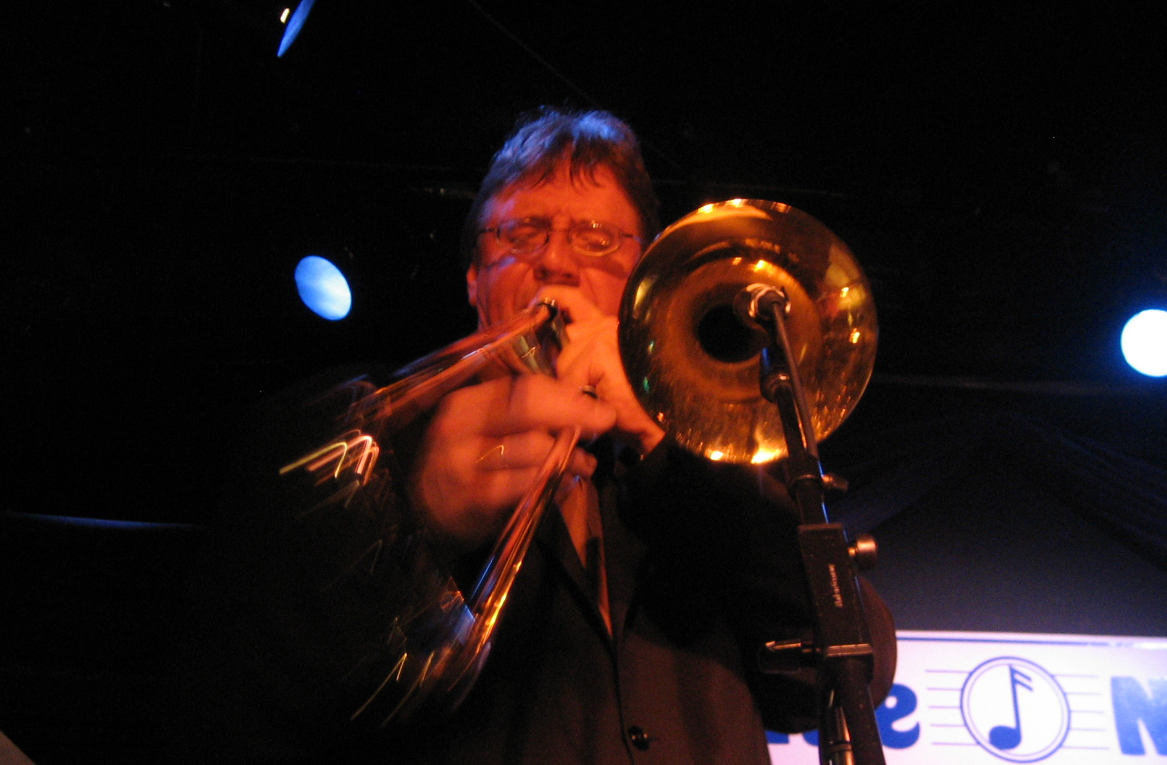
Conrad Herwig

Conrad Herwig (* 1. November 1959 in Fort Sill, Oklahoma) ist ein US-amerikanischer Jazzposaunist.

## Leben und Wirken
Herwig studierte an der University of North Texas in Denton, am Goddard College in Plainfield sowie am Queens College. Er begann seine professionelle Karriere Anfang der 1980er Jahre in der Bigband von Clark Terry und trat unter anderem mit Buddy Rich, Mario Bauzá, Toshiko Akiyoshi und Mel Lewis auf.
Als Sideman arbeitete er in den 1990er Jahren mit Joe Henderson (Porgy and Bess), Tom Harrell, Joe Lovano und nahm auch mit Eddie Palmieris La Perfecta II, Paquito D’Riveras Havana-New York Connection, der Mingus Big Band und der Carnegie Hall Jazz Band (unter Jon Faddis) auf.
Zwei seiner Alben als Bandleader (The Latin Side of John Coltrane, 1998, und Another Kind of Blue-The Latin Side of Miles Davis, 2005) wurden für einen Grammy nominiert.
Herwig ist Professor für Jazzposaune, Improvisation, Instrumentation und Arrangement an der Rutgers University und Mitglied im Vorstand der International Trombone Association.

## Diskografie
- With Every Breath mit Jim Snidero, Richie Beirach, Ron McClure, Adam Nussbaum, 1987
- New York Hardball mit Richie Beirach, Ron McClure, Adam Nussbaum, 1989
- Intimate Conversations mit Richie Beirach, 1990
- The Amulet mit Richie Beirach, Randy Brecker, Ron McClure, Adam Nussbaum, 1991
- E O Trio de Barnardo Sassetti, 1993
- New York Breed mit Richie Beirach, Dave Liebman, Adam Nussbaum, Rufus Reid, 1996
- The Latin Side of John Coltrane mit Richie Beirach, John Benítez, Milton Cardona, José "Cochi" Claussell, Adam Cruz, Ronnie Cuber, Richie Flores, Andy Gonzalez, Brian Lynch, Eddie Palmieri, Danílo Perez, Mike Ponella, Edward Simon, Alex Sipiagin, Gary Smulyan, Dave Valentin, Ray Vega, 1996
- Heart of Darkness mit Bill Charlap, Billy Drummond, Stefon Harris, Peter Washington, Walt Weiskopf, 1997
- Osteology mit Steve Davis, James Genus, Dave Kikoski, Jeff Tain Watts, 1998
- Unseen Universe mit Seamus Blake, James Genus, Dave Kikoski, Alex Sipiagin, Jeff „Tain“ Watts, 1999
- Shades of Light mit Andy LaVerne, 2000
- Hieroglyphica mit Bill Charlap, James Genus, Gene Jackson, 2001
- Land of Shadows mit James Genus, Tim Hagans, Dave Kikoski, Ben Schachter, Jeff „Tain“ Watts, 2002
- Another Kind of Blue: The Latin Side of Miles Davis mit Robert Ameen, John Benítez, Paquito D’Rivera, Richie Flores, Edsel Gomez, Brian Lynch, Mario Rivera, Dave Valentin, 2003
- Que Viva Coltrane mit Robert Ameen, John Benítez, Richie Flores, Edsel Gomez, Brian Lynch, Mario Rivera, 2003
- Sketches of Spain y Mas: The Latin Side of Miles Davis mit Robert Ameen, John Benítez, Paquito D’Rivera, Richie Flores, Edsel Gomez, Brian Lynch, Mario Rivera, Dave Valentin, 2003
- Obligation mit Seamus Blake, Gene Jackson, Kyle Koehler, Mark Whitfield, 2004
- Jones for Bones Tones, 2007
- The Latin Side of Wayne Shorter, featuring Eddie Palmieri & Brian Lynch (Half Note, 2008)
- The Latin Side of Herbie Hancock, featuring Eddie Palmieri & Randy Brecker (Half Note, 2010)
- The Tip of the Sword, featuring Richie Beirach and Jack DeJohnette (RadJazz, 2011)
- A Voice Through the Door, (Criss Cross, 2012)
- The Latin Side of Joe Henderson, featuring Joe Lovano (Half Note, 2014)